# Wang Dan
Wang Dan (17 januari 1980) is een Chinees triatlete.
In 2000 nam ze mee aan de Olympische Spelen van Sydney, waarbij de triatlon haar olympische debuut maakte. Ze behaalde een 32e plaats in een tijd van 2:08.49,10.

## Palmares

### triatlon
- 2000: 32e Olympische Spelen van Sydney - 2:08.49,10

- Gemeinsame Normdatei: 111275721X
- Virtual International Authority File: 2544147312820237970004